# Drissa Camara
Drissa Gui Camara (Abobo, 18 febbraio 2002) è un calciatore ivoriano, centrocampista attualmente svincolato.

## Biografia
Nato ad Abobo, in Costa d'Avorio, Camara è arrivato a Parma, in Italia, nel 2015, insieme a diverse altri ragazzi ivoriani, fra cui i calciatori Chaka Traoré e Moussa Koné. Nel 2017, è rimasto coinvolto in un'indagine per immigrazione clandestina, in quanto lui e gli altri ragazzi, che all'epoca avevano fra i 13 e i 17 anni, erano stati condotti in Italia da un agente sportivo che aveva aggirato le pratiche di ricongiungimento familiare, sfruttando documenti falsificati che attestavano falsi rapporti di parentela con cittadini ivoriani residenti in Italia; in seguito, il procuratore ha patteggiato la pena a un anno e 10 mesi con 15.000 euro di multa.
È uno di sei figli; il padre è morto nel 2018. È di fede musulmana.

## Carriera
Dopo aver iniziato a giocare in Costa d'Avorio, in seguito al suo arrivo in Italia Camara è stato aggregato all'Audace Parma, per poi entrare a far parte del settore giovanile del Parma nel 2017. Nonostante alcuni infortuni dovuti alla crescita fisica, ha fatto la trafila del vivaio emiliano, partecipando anche al Torneo di Viareggio nel 2019.
Dopo aver iniziato ad allenarsi con la prima squadra nella stagione 2020-2021, agli ordini del tecnico Roberto D'Aversa, ha debuttato in prima squadra il 25 novembre 2020, subentrando nel secondo tempo dell'incontro di Coppa Italia vinto per 2-1 contro il Cosenza. Il 9 maggio 2021, ha esordito anche in Serie A, subentrando a Juraj Kucka nei minuti finali dell'incontro di campionato perso per 5-2 contro l'Atalanta. Aggregato in pianta stabile alla prima squadra a partire dalla stagione 2022-2023, agli ordini dell'allenatore Fabio Pecchia, ha segnato il suo primo gol in carriera il 7 agosto 2022, aprendo le marcature nell'incontro di Coppa Italia vinto per 2-0 contro la Salernitana.
Il centrocampista ha lasciato il Parma al termine della stagione 2024-2025, alla scadenza naturale del proprio contratto.

## Statistiche

### Presenze e reti nei club
Statistiche aggiornate al 10 maggio 2025.
| Stagione        | Squadra         | Campionato      | Campionato | Campionato | Coppe nazionali | Coppe nazionali | Coppe nazionali | Coppe continentali | Coppe continentali | Coppe continentali | Altre coppe | Altre coppe | Altre coppe | Totale | Totale |
| Stagione        | Squadra         | Comp            | Pres       | Reti       | Comp            | Pres            | Reti            | Comp               | Pres               | Reti               | Comp        | Pres        | Reti        | Pres   | Reti   |
| --------------- | --------------- | --------------- | ---------- | ---------- | --------------- | --------------- | --------------- | ------------------ | ------------------ | ------------------ | ----------- | ----------- | ----------- | ------ | ------ |
| 2020-2021       | Parma           | A               | 1          | 0          | CI              | 2               | 0               | -                  | -                  | -                  | -           | -           | -           | 3      | 0      |
| 2021-2022       | Parma           | B               | 4          | 0          | CI              | 0               | 0               | -                  | -                  | -                  | -           | -           | -           | 4      | 0      |
| 2022-2023       | Parma           | B               | 22+1       | 4          | CI              | 2               | 1               | -                  | -                  | -                  | -           | -           | -           | 25     | 5      |
| 2023-2024       | Parma           | B               | 16         | 2          | CI              | 1               | 0               | -                  | -                  | -                  | -           | -           | -           | 17     | 2      |
| 2024-2025       | Parma           | A               | 21         | 0          | CI              | 1               | 0               | -                  | -                  | -                  | -           | -           | -           | 22     | 0      |
| Totale Parma    | Totale Parma    | Totale Parma    | 65         | 6          |                 | 6               | 1               |                    | -                  | -                  |             | -           | -           | 71     | 7      |
| Totale carriera | Totale carriera | Totale carriera | 65         | 6          |                 | 6               | 1               |                    | -                  | -                  |             | -           | -           | 71     | 7      |

## Palmarès

### Individuale
- Capocannoniere del Torneo di Viareggio: 1

2019 (4 gol)